# Саутенд на Мору
Саутенд на Мору (енгл. Southend-on-Sea) је град у Уједињеном Краљевству у Енглеској. Према процени из 2007. у граду је живело 164.563 становника.

## Становништво
Према процени, у граду је 2008. живело 164.563 становника.
| 1981.   | 1991.   | 2001.   |
| ------- | ------- | ------- |
| 155,720 | 158,517 | 160,257 |